# Władysław Leon Grzędzielski
Władysław Leon Grzędzielski (15. prosince 1864 Kopytowa – 28. září 1925 Varšava) byl rakouský politik polské národnosti z Haliče, na počátku 20. století poslanec Říšské rady, v meziválečném období poslanec Sejmu a polský ministr zásobování.

## Biografie
Roku 1885 vystudoval gymnázium v Rzeszowě a v roce 1896 absolvoval práva na Jagellonské univerzitě. Sloužil v armádě. Od roku 1891 působil v advokátních a notářských kancelářích na různých místech v Haliči. Od roku 1898 byl soudním adjunktem ve městě Kęty, pak prezidentem soudu ve městě Hrimajliv a Mostyska. Byl radou krajského soudu v Přemyšli. Byl členem Sokola. Patřil do Národně demokratické strany, která byla ideologicky napojena na politický směr Endecja. V době svého působení v parlamentu se uvádí jako okresní soudce v Přemyšli.
Působil také coby poslanec Říšské rady (celostátního parlamentu Předlitavska), kam usedl roku 1918 za obvod Halič 61. Nastoupil 19. února 1918 místo Władysława Czaykowského. Nebyl zvolen v doplňovací volbě, nýbrž automaticky usedl do parlamentu jako předem vybraný náhradník pro případ smrti nebo rezignace stávajícího poslance.
V roce 1918 byl na Říšské radě členem poslaneckého Polského klubu. Byl tajemníkem poslaneckého klubu Polské lidové strany „Piast”.
V roce 1915 byl krátce zatčen invazními ruskými úřady, pak byl souzen rakouskými úřady pro velezradu, ale byl zproštěn viny pro nedostatek důkazů. Veřejně a politicky činným zůstal i v meziválečném období. Od roku 1919 do roku 1922 byl poslancem polského ústavodárného Sejmu. Zastupoval poslanecký klub Polské lidové strany „Piast”.
Podílel se na vzniku Polské likvidační komise. Od roku 1919 byl činný v soudnictví, později u apelačního soudu ve Lvově. Krátce zasedal i v polské vládě. Od 11. srpna 1921 do 13. září 1921 působil jako ministr zásobování v první vládě Wincentyho Witose. Od roku 1923 působil jako advokát. Zemřel roku 1925 a byl pohřben na Lyčakivském hřbitově ve Lvově.